# Thilloy Road Cemetery
Thilloy Road Cemetery is een begraafplaats gelegen in de Franse plaats Beaulencourt (Pas-de-Calais). De militaire graven worden onderhouden door de Commonwealth War Graves Commission.
De begraafplaats telt 242 geïdentificeerde graven waarvan 240 Gemenebest graven uit de Eerste Wereldoorlog and 2 overige graven uit de Eerste Wereldoorlog.